# Fiestas Lustrales de la Bajada de la Virgen de las Nieves
Las Fiestas Lustrales de la Bajada de la Virgen de las Nieves es una festividad popular tradicional que tiene lugar en la localidad canaria de Santa Cruz de La Palma, cada lustro entre los meses de julio y agosto. La última edición de las fiestas tuvo lugar en 2025, siendo la próxima en 2030. En estas fiestas se produce el traslado de la imagen de la Virgen de Las Nieves desde su santuario en el monte hasta la ciudad ubicada en la costa. Alrededor de este acontecimiento religioso tienen lugar multitud de actos populares de alabanza a su imagen, que hunden sus raíces en el barroco y cuyo máximo exponente es la Danza de los Enanos. En 1980 fueron declaradas Fiesta de Interés Turístico Nacional, y en 2007 recibieron el Premio del Centro Internacional para la Conservación del Patrimonio (CICOP)

## Historia

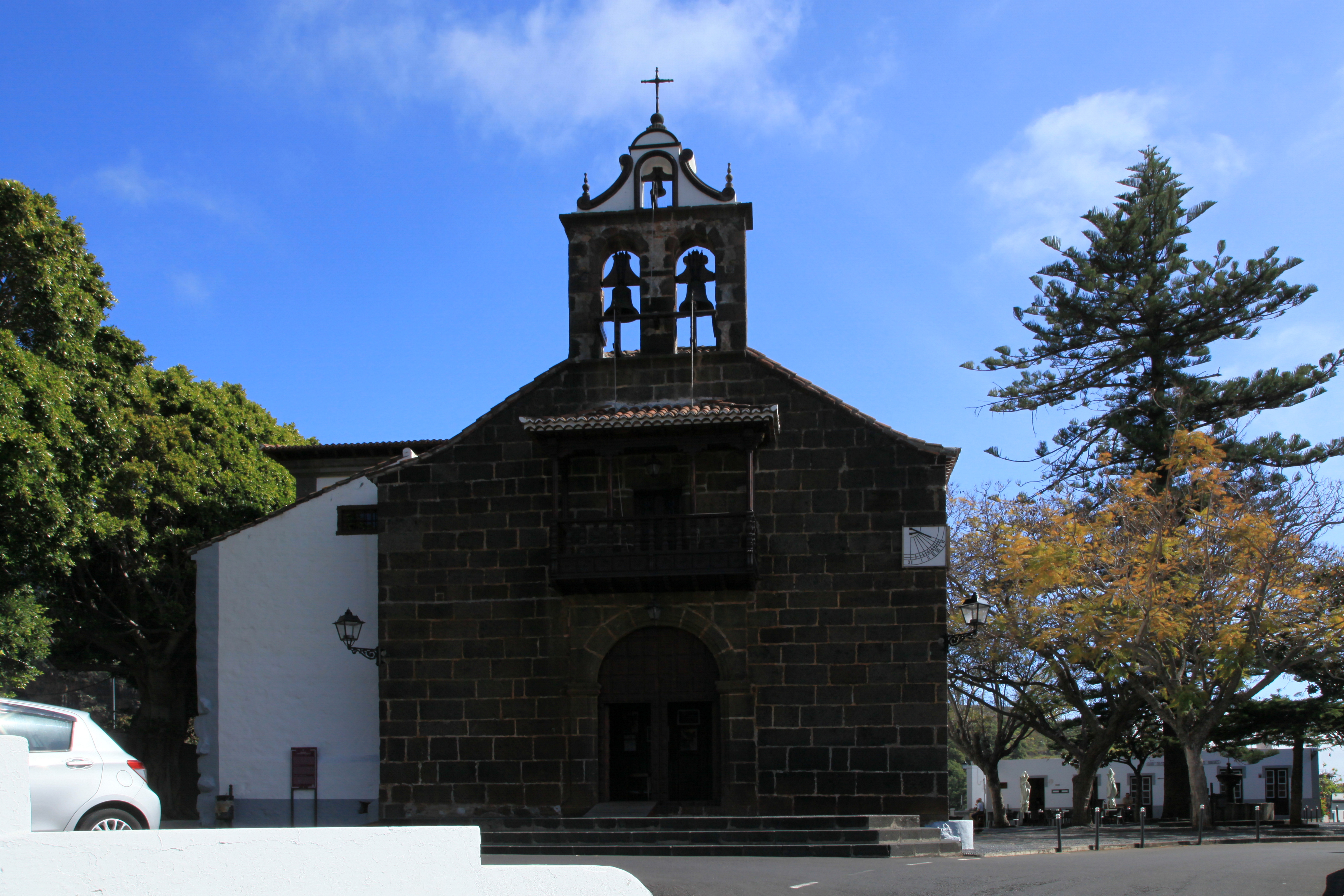
Fachada del Santuario de Nuestra Señora de las Nieves, en Santa Cruz de La Palma

Los orígenes de la fiesta se remontan al siglo XVII, como una respuesta de los feligreses ante la Virgen de las Nieves, para que esta interceda en las diferentes desdichas que tenían lugar en la isla de La Palma. Así, en los años 1630, 1631 y 1632, se produjeron una serie de sequías que motivaron el traslado de la imagen desde su santuario, ubicado a las afueras de Santa Cruz de La Palma, hasta dicha ciudad. La bajada vuelve a tener lugar en 1646 por la erupción del Volcán Martín y en 1659 ante una plaga de langostas.
En el año 1676, en el que tuvo lugar una extraordinaria sequía, el obispo de las islas, Bartolomé García Ximénez Rabadán, autoriza nuevamente el traslado de la imagen de la Virgen de las Nieves (patrona de La Palma) desde su parroquia hasta la localidad de Santa Cruz de La Palma. El prelado, viendo el fervor popular, resolvió que el devoto acto se repitiese cada cinco años, a partir de 1680. García Jiménez ordenó que la Santísima Virgen fuera colocada en “trono decente”, lo que dará origen al traslado del trono en romería, del que comienza a tenerse constancia en las últimas décadas del siglo XVII y primeras del XVIII.
Durante los primeros lustros de celebración, la Bajada se ven influenciada por las festividades del Corpus Christi y sus representaciones teatrales y dancísticas propias de esta cita, transformadas en autos marianos, como es el caso de las loas y los carros alegóricos. A pesar de la prohibición de Carlos III, dichos autos nunca dejaron de representarse. Continuando con la tradición teatral, se tiene constancia de la representación de los primeros diálogos entre nave y castillo en el siglo XVIII. El Diálogo entre el castillo y la nave con el texto original de Antonio Rodríguez López de 1885, sigue usándose en la actualidad.
En los Siglos XIX y XX aparecerán en el programa de la Bajada la mayoría de actos que acabarán por componer la composición actual de los festejos. Si bien La Pandorga ya se celebraba fuera de las fiestas lustrales en el Siglo XVII, las primeras referencias dentro de las mismas tienen lugar en 1860. Así mismo, se tiene constancia de una Danza de Gimnastas en 1885. A lo largo de sus intermitentes representaciones lustrales en el siglo XX, la Danza de Los Acróbatas iría adquiriendo sus características actuales. En 1905 tendría lugar la primera representación de la Danza de los Enanos con su estructura actual (la danza coreada de hombres seguida posteriormente de la transformación en enanos dentro de una caseta), aunque las primeras referencias a la misma corresponden al siglo XIX. Desde entonces, y solo en tres ocasiones excepcionales, este número se representa exclusivamente dentro de las Fiestas Lustrales.  En 1925 se estrenará la polca compuesta por Domingo Santos Rodríguez, música que acompaña la danza hasta nuestros días. En 1945 se celebró la primera edición del Minué, más tarde denominado Festival del siglo XVIII, que sustituyó a la «Danza de Niños» que se representó hasta ese año. En sus primeras ediciones salía a la calle en una carroza. La letra y música originales, obra de Luis Cobiella Cuevas, siguen usándose en la actualidad.
En las primeras ediciones de la Bajada del siglo XXI se ha trabajado por recuperar algunos actos que se dejaron de representar en lustros pasados. Así, en 2005 reapareció en el programa la Danza Infantil Coreada y la Danza de Acróbatas (está última dejó de realizarse en 1980). En 2015 reaparece entre otros, tras 45 años de ausencia, la Romería de Subida del Trono. En 2013 el Ayuntamiento de Santa Cruz de La Palma inició los trámites para lograr la declaración de las fiestas lustrales de la Bajada de la Virgen de Las Nieves como "Obra Maestra del Patrimonio Oral e Inmaterial de la Humanidad".

## Fechas de celebración
Las fiestas se repiten cada quinquenio desde 1680. Desde entonces, la celebración tiene lugar los años finalizados en los números 0 y 5. Inicialmente, la Bajada de la Virgen de Las Nieves se realizaba el 9 de febrero de dichos años. Sin embargo, debido a las inclemencias del tiempo, en 1850, la fiesta se trasladó al segundo sábado después de la Pascua de Resurrección, dejando a elección de los párrocos el tiempo de estancia en la capital, así como la manera en que la imagen debía regresar a su santuario. Ya en el siglo XX, la Bajada pasó al mes de junio y, por último, en 1975, se fijó en las dos primeras semanas de julio.
Entre esas dos semanas se desarrollan la mayoría de los actos del programa. La primera semana, que arranca 14 días antes de que la Virgen llegue a Santa Cruz de La Palma con la romería de la Bajada del Trono, se denomina Semana Chica. Tras esta, tiene lugar la Semana Grande donde se ubican los actos más importantes como la Danza de Los Enanos y que finaliza con la entrada triunfal de la imagen en la ciudad. Durante las siguientes semanas de estancia de la Virgen en Santa Cruz tendrán lugar la mayoría de los actos religiosos. Las Fiestas Lustrales finalizan el 5 de agosto, día de Nuestra Señora de Las Nieves, con el retorno de la imagen a su santuario.

## Actos principales

### Izada de la bandera de la Virgen de Las Nieves
Con este acto institucional comienza oficialmente el programa de cada nueva edición de las fiestas. El domingo previo a la Semana Chica, a las once de la mañana, la Bandera de la Virgen –una enseña blanca, de grandes dimensiones, con el anagrama de María bordado en su centro– es bendecida en el transcurso de una eucaristía en El Salvador y a continuación es transportada por numerosos ciudadanos y las autoridades civiles y religiosas de la ciudad desde el atrio del ayuntamiento hasta el Castillo de la Virgen, donde ondeará hasta que concluyan las fiestas, el 5 de agosto.

### Bajada del Trono
El último domingo de junio, los romeros, ataviados con los trajes tradicionales de la isla, bajan desde el Santuario de Las Nieves y por el camino del Planto las cuarenta y dos piezas de plata que componen el trono de la Virgen, entregándolas en la Iglesia de El Salvador, donde permanecerá la Virgen durante su estancia en la ciudad.

### Danza de Mascarones

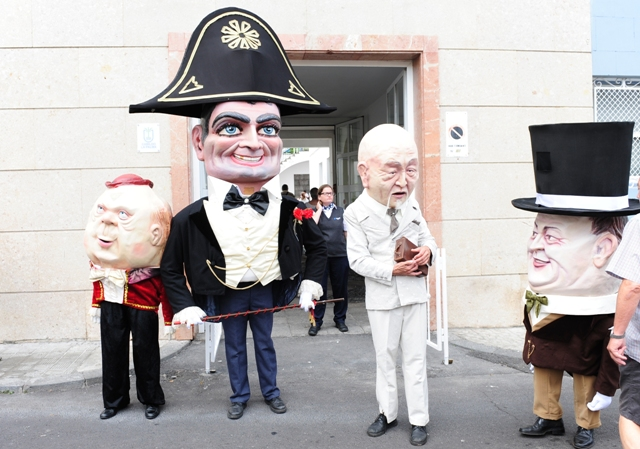
La Luna de Valencia, Biscuit, El Médico y el Liliputiense, mascarones de la Bajada de la Virgen. Foto: PMBV

Con el nombre de mascarones se conoce en Santa Cruz de La Palma a la comparsa de gigantes y cabezudos que recorre las principales calles de la ciudad en medio de una ruidosa algarabía infantil. Varias de estas figuras han adquirido tal popularidad que poseen nombre propio: el más singular es Biscuit, un personaje grotesco que encabeza el desfile portando bastón de mando y un peculiar gorro napoleónico. Lo acompañan otros como La Luna de Valencia, la Manola y el Asmático, y algunos de reciente creación, como El médico chino y El Liliputiense, creados por el artista local Miguel Ángel Brito Lorenzo.

### La Pandorga

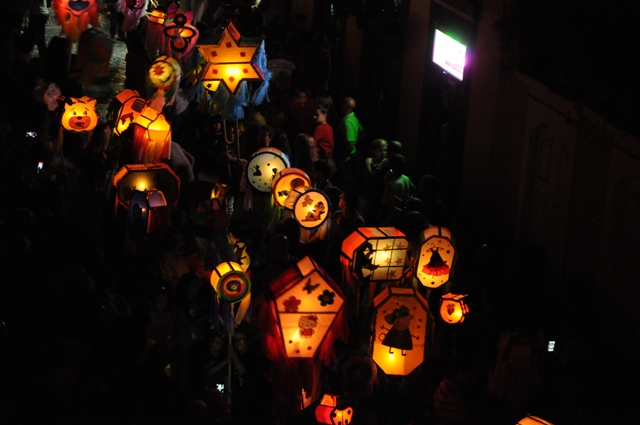
La Pandorga, 2015. Foto: PMBV

Se trata de un vistoso desfile de faroles y luminarias chinescas, construidas con madera y papel, que durante la noche del lunes de la Semana Grande recorre las calles de Santa Cruz de La Palma. Desde el siglo XIX ya existe constancia documental de este multitudinario pasacalle, uno de los actos más característicos y populares de la Bajada de la Virgen, en el que los niños y jóvenes tienen un especial protagonismo. Tras recorrer la ciudad, las pandorgas son quemadas en una gran hoguera en el barranco de las Nieves. 

### Danza de Acróbatas

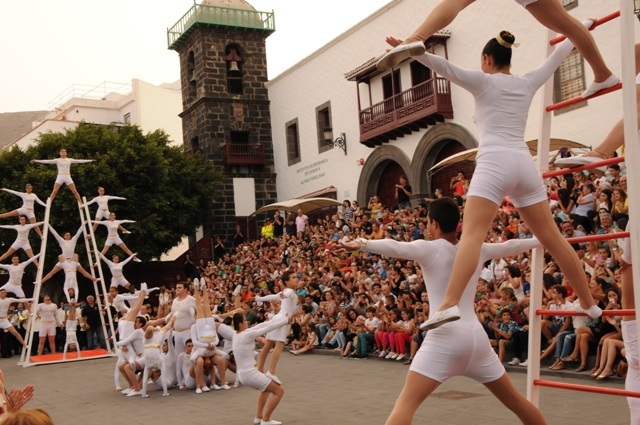
Danza de Acróbatas 2015. Foto: PMBV

El origen del número de los Acróbatas se remonta al último tercio del siglo XIX, cuando surge en Santa Cruz de La Palma la sociedad gimnástica La Patriótica, a imitación de las compañías de variedades circenses que arribaban a la Isla. Los jóvenes participantes, con edades comprendidas entre los 10 y los 25 años, contribuyen de forma desinteresada en este número que exige de habilidad y de buena forma física para la elaboración de las figuras acrobáticas (algunas más sencillas y otras no exentas de riesgos) que se elaboran sobre el suelo o sobre unas escaleras de madera, al ritmo del animado pasodoble Manolo, de Emilio Cebrián Ruiz. 

### Festival delSigloXVIII

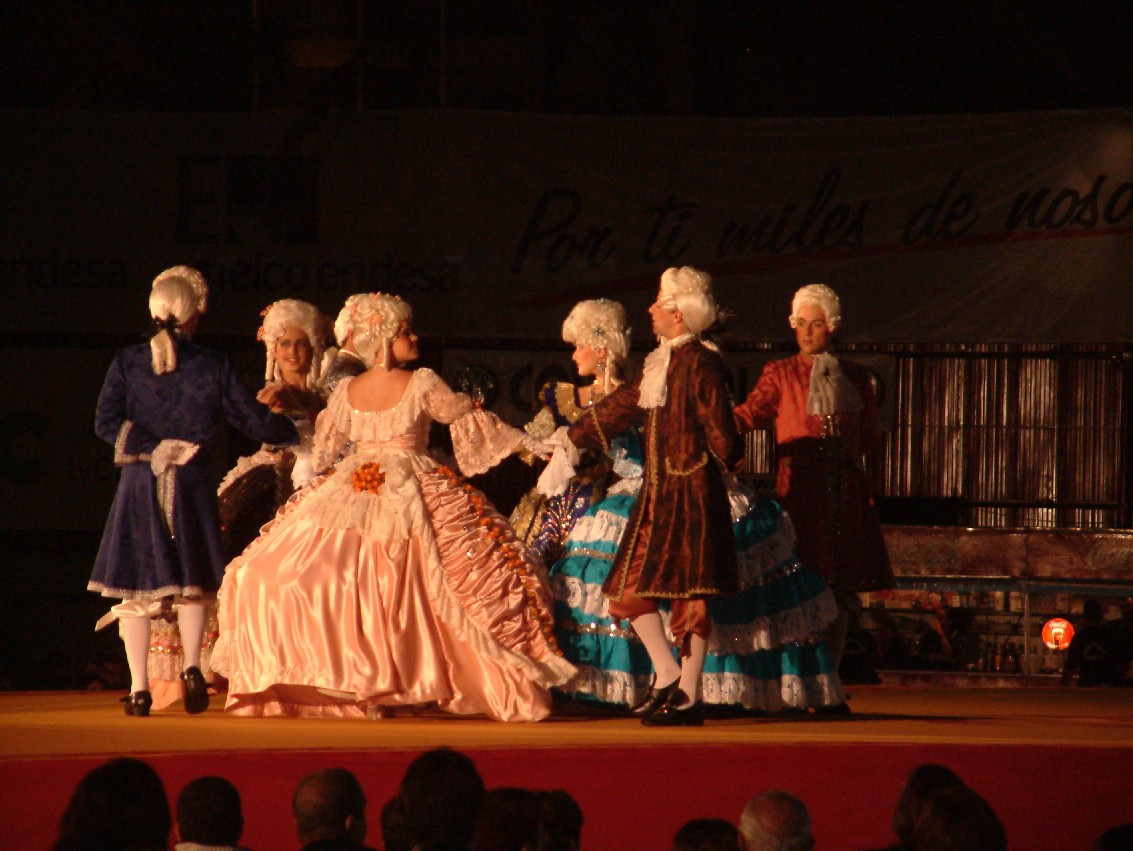
El Festival del o Minué, en la edición de 2005

Entre las aportaciones al desarrollo del programa de actos de la Bajada de la Virgen durante el siglo XX, el Festival del siglo XVIII viene protagonizando como número principal la noche del miércoles de la Semana Grande. Creado por primera vez en la edición de 1945 por Luis Cobiella Cuevas, el Festival del siglo XVIII aúna, como lo hacen otros espectáculos de la Bajada lustral, las artes de la música, de la poesía y de la danza, recreando en su caso la puesta en escena de las históricas danzas cortesanas dieciochescas. Inspirado en los temas y motivos estéticos del Rococó, el Festival del siglo XVIII busca establecer un diálogo desde la modernidad con los gustos setecentistas en una fusión en la que interactúan coreografía, melodía, poesía, indumentaria y artes escénicas.

### Danza de los Enanos

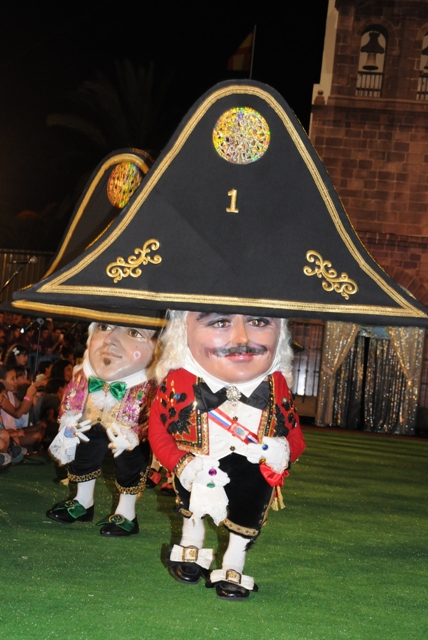
Danza de Enanos 2015

Es el número grande por excelencia de la Bajada de la Virgen, hasta el punto de que el Enano, con su característico bicornio napoleónico, se ha convertido en símbolo de toda la isla de La Palma, y su pegadiza polca, en himno de los palmeros. El número es muy sencillo: en la primera parte del acto, los danzantes representan cada lustro un personaje (monjes, marinos, peregrinos, astrónomos, etc.), mientras cantan y se mueven torpemente, variando la letra y la música en cada edición; luego, en unos segundos, tiene lugar la  “transformación” en la que hombres de estatura normal aparecen convertidos en saltarines enanos al pasar por la caseta, e inician un baile rápido al ritmo de la banda de música. El número se repite durante toda la noche y hasta el amanecer en las calles de Santa Cruz de La Palma.

### Carro Alegórico y Triunfal

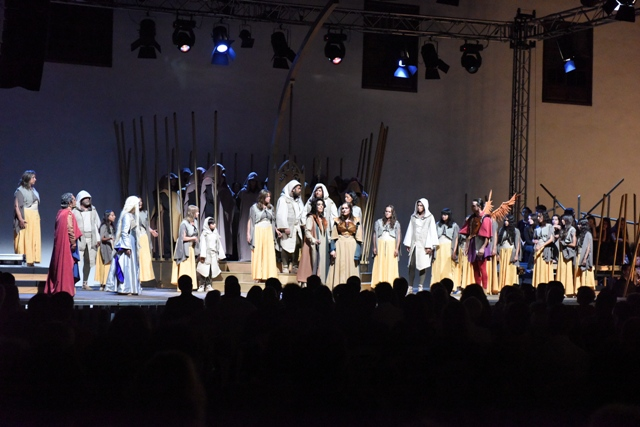
Carro Alegórico "La Otra Virgen" de Luis Cobiella Cuevas. 2015. Foto: PMBV

El Carro Alegórico es un espectáculo heredero de los autos marianos, una variedad del auto sacramental en el que el objeto de devoción es la Virgen María. Se trata de una reminiscencia del teatro barroco que constituye un caso excepcional de pervivencia en el ámbito escénico de nuestro país. Este género, prohibido a finales del siglo XVIII, se ha conservado en La Palma ligado a la Bajada de la Virgen, con la originalidad añadida de que en cada época los autores locales han ido estrenando nuevos textos, por lo que no es una pieza dramática fosilizada, aunque parte de un género ya desaparecido. 

### Bajada de La Virgen
El segundo sábado de julio por la tarde, baja la imagen de la Virgen desde su Real Santuario hasta la Parroquia de Nuestra Señora de la Encarnación en donde hace noche, para al día siguiente entrar en la ciudad y hospedarse en la Parroquia Matriz de El Salvador. Generalmente la Parroquia de la Encarnación permanece abierta toda esa noche.

### Entrada Triunfal en La Ciudad
El domingo es el Día Grande. Este día tienen lugar los actos religiosos principales.
A las seis de la mañana, las bandas de música y los grupos de cornetas y tambores tocan por las calles de Santa Cruz de La Palma, La Diana de la llegada de la Virgen de las Nieves. A primeras horas del día, se ofician en la Iglesia de Nuestra Señora de la Encarnación dos eucaristías en honor a la Virgen de las Nieves.
Terminada la eucaristía, comienza la procesión cívica del Pendón Real de Santa Cruz de La Palma, desde las casas consistoriales hasta la Plaza de la Encarnación. En la procesión participan alcaldes y concejales de la isla de La Palma, el pleno del Cabildo, instituciones regionales, representantes del Gobierno de Canarias, las Fuerzas Armadas y el clero.
El Diálogo entre el Castillo y la Nave, representado al paso de la procesión de entrada triunfal de la Virgen de las Nieves en la localidad, es un acto, obra del poeta Antonio Rodríguez, estrenado en las Fiestas Lustrales del año 1875 y que se representa de manera ininterrumpida desde 1885 como homenaje al pasado naval de la isla y al patronazgo marinero de la Virgen. 

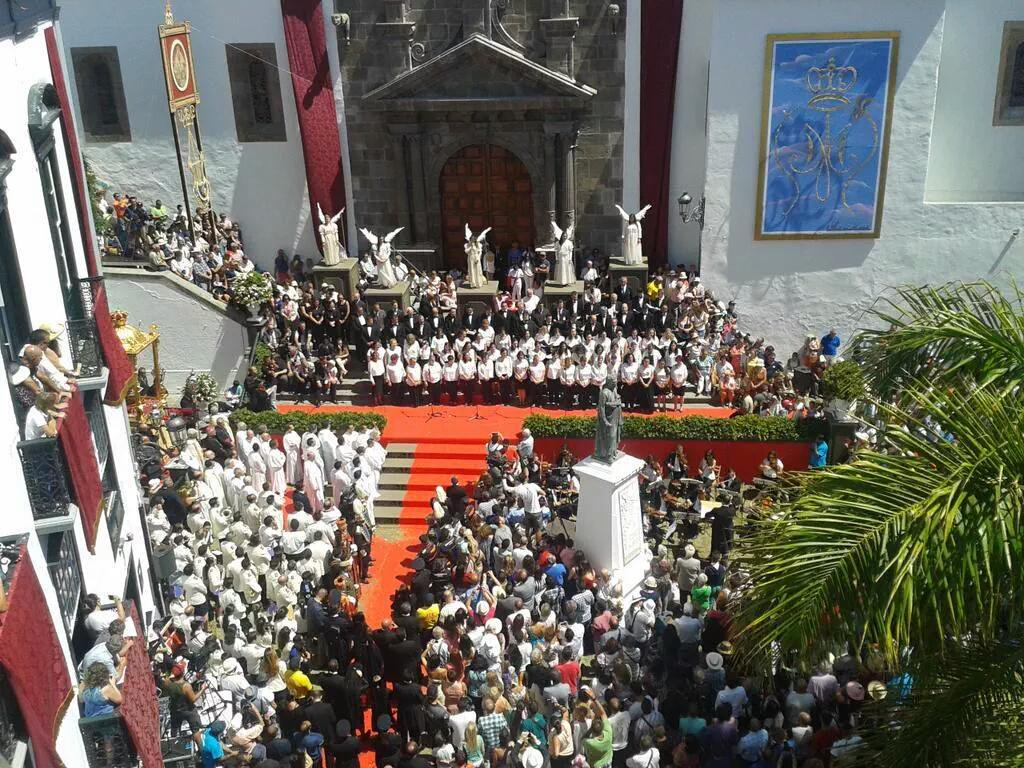
Loa de Recibimiento 2015. Foto: PMBV

A la llegada de la Virgen a la Plaza de España, se interpreta la Loa de recibimiento a Nuestra Señora de las Nieves, composición para coro, solistas y orquesta sinfónica obra del compositor Alejandro Henríquez Brito con letra de Antonio Rodríguez López; una pieza que conserva cierto perfume decimonónico y tardorromántico de su estreno en 1880.

### Procesión Nocturna
Tras la eucaristía de llegada, y como primer día del Triduo Episcopal de la Parroquia Matriz de El Salvador, la Virgen de las Nieves sale en procesión a últimas horas del día.

### Subida del trono
Se realiza unos días antes de subir la Virgen. La subida del trono se realiza en romería como en la bajada del mismo.

### Subida de la Virgen
Tiene lugar el día 5 de agosto, con la vuelta de la virgen a su santuario.